# سيد محمود جلال
سيد محمود جلال إبراهيم الوداعي (5 نوفمبر 1980) لاعب كرة قدم بحريني معتزل كان يجيد اللعب في مركز الوسط المدافع والوسط المحوري والوسط الأيسر والظهير الأيسر. يتولى حاليًا منصب مساعد مدرب نادي النجمة البحريني من 2016.

## إحتجاجات 2011
ادعى ائتلاف شباب ثورة 14 فبراير أنه في بداية احتجاجات 2011 انطلقت مسيرة تدعو إلى اسقاط النظام الملكي في البحرين من مجمع الدانة إلى منصة دوار اللؤلؤة شارك فيها العديد من الرياضيين البحرينيين وقد قام علاء حبيل بإلقاء بيان مما أدى إلى قيام قوات الأمن البحرينية باعتقاله والحكم عليه بالسجن لمدة عامين.
ولكن في فبراير 2016 أثناء انعقاد انتخابات رئيس الاتحاد الدولي لكرة القدم ادعت منظمات حقوق إنسان بحرينية وغربية بأن سلمان بن إبراهيم آل خليفة المترشح لمنصب الرئيس كان له دور كبير في تعذيب الرياضيين البحرينيين أثناء الاحتجاجات. ولكن جلال بمعية حبيل وعلي سعيد تكذيب هذه الأقاويل والسفر مع سلمان إلى سويسرا وتوضيح الحقيقة للجميع بأنه لم يتم اعتقالهم أو تعذيبهم أو أي رياضي آخر في عام 2011 أو الأعوام التالية وأن سلمان صاحب سجل نظيف في مجال حقوق الإنسان.

## الإنجازات

### المحرق
- الدرجة الأولى (3): 2004، 2011، 2015
- كأس ملك البحرين (3): 2011، 2012، 2013
- كأس الخليج للأندية (1): 2012

### الأهلي
- كأس الاتحاد البحريني (1): 2016

## روابط خارجية
- سيد محمود جلال على موقع قاعدة بيانات كرة القدم.إي يو (الإنجليزية)
- سيد محمود جلال على موقع ناشيونال فوتبول تيمز (الإنجليزية)
- سيد محمود جلال على موقع Soccerway.com (الإنجليزية)